# Europa, Oriente Medio y África

La región EMEA en el mundo

EMEA, siglas en inglés de «Europa, Oriente Próximo (literalmente, Oriente Medio) y África» (Europe, the Middle East and Africa), es una designación geográfica que, como su nombre lo indica, hace referencia a Europa, Medio Oriente y África. Es usada por instituciones y gobiernos, así como por empresas. 
Es un término utilizado principalmente por compañías norteamericanas.
Cada vez más las compañías distinguen sus negocios en Europa del Este de los del resto de Europa y se refieren a la «EEMEA», siglas en inglés de «Europa del Este, Oriente Medio y África» (Eastern Europe, Middle East and Africa), al separarla de Europa occidental y central (principalmente la Unión Europea).
- Datos: Q1071661